# 未来ラジオと人工鳩
『未来ラジオと人工鳩』は、Laplacianより2018年8月31日に発売された18禁美少女アドベンチャーゲーム。
2023年2月17日にSteam版が配信された。

## あらすじ
人工鳩が電波を喰うようになってちょうど15年が経過した2061年7月10日に主人公の月見里ソラはパーツを繋ぎあわせてラジオを再開発して放送を開始したところ、翌日に3週間後の未来からのラジオ放送を受信する。内容は鳴山空港第1ターミナル跡地で彼自身が死亡するというもので彼は人工鳩の巣と化したかつてのターミナル跡地へと足を踏み入れ、葉月かぐやと出会う。

## 登場人物
月見里ソラ（やまなし ソラ）
本作の主人公。自分で組み立てた無線機でラジオの放送を開始する。
葉月かぐや（はづき かぐや）
声 - 神代岬
ターミナル跡地に住んでいる葉月伊耶那博士の娘。
薊野椿姫（あざみの つばき）
声 - 海野佳衣
鳴山公空学園の29才の最年少教授。バイセクシャルであり伊耶那の面影を残すかぐやのことを意識している。
越百秋奈（こすも あきな）
声 - 小倉結衣
鳴山公空学園の学部2年生。
月見里水雪（やまなし みずき）
声 - 春乃いろは
主人公の義妹。

## スタッフ
- キャラクターデザイン・原画 - 霜降、ぺれっと
- シナリオ - 緒乃ワサビ